# توماکازو هریموتو
توماکازو هریموتو (انگلیسی: Tomokazu Harimoto، 張本 智和, Harimoto Tomokazu؛ زادهٔ ۲۷ ژوئن ۲۰۰۳) تنیس‌باز تنیس روی میز اهل ژاپن است. در سال ۲۰۱۸، او در مسابقات جهانی نوجوانان ۲۰۱۸ و قهرمانی نوجوانان جهان در ژاپن موفق به کسب عنوان‌های قهرمانی انفرادی و تیمی نوجوانان جهان ۲۰۱۸ شد.
وی در مسابقات کشوری و بین‌المللی در مجموع برندهٔ ۴ مدال طلا، ۶ مدال نقره، ۱ مدال برنز شده‌است.